# Weilerswist
Weilerswist è un comune di 17 602 abitanti della Renania Settentrionale-Vestfalia, in Germania.
Appartiene al distretto governativo (Regierungsbezirk) di Colonia ed è capoluogo del circondario (Kreis) omonimo (targa EU).